# Khanauri
Khanauri là một thị xã và là một nagar panchayat của quận Sangrur thuộc bang Punjab, Ấn Độ.

## Nhân khẩu
Theo điều tra dân số năm 2001 của Ấn Độ, Khanauri có dân số 10.977 người. Phái nam chiếm 53% tổng số dân và phái nữ chiếm 47%. Khanauri có tỷ lệ 55% biết đọc biết viết, thấp hơn tỷ lệ trung bình toàn quốc là 59,5%: tỷ lệ cho phái nam là 61%, và tỷ lệ cho phái nữ là 48%. Tại Khanauri, 16% dân số nhỏ hơn 6 tuổi.